# Nemzeti Táncszínház
A Nemzeti Táncszínházat a Nemzeti Kulturális Örökség Minisztériuma alapította 2001-ben a Táncfórum 20 éves működésének jogutódjaként. 2001. december 1-je óta a magyar táncművészet otthona lett a budapesti színház, melynek repertoárja lefedi a hivatásos magyar táncművészet teljes spektrumát a folklórtól a klasszikus balettig, a kortárs táncszínháztól az utcai breaktáncig, nagy együttesektől kisebb tánccsoportokig.

## Székhelye
2001-től a Budai Várban, az egykori karmelita kolostorban működött az intézmény. Az épületből a Budai Vár kormányzati negyeddé történő átalakítása miatt 2014 nyarán költözött ki. 2014. szeptember 1-től így alternatív játszóhelyeken (Müpa, MOM Kulturális Központ, Marczi , Hagyományok Háza, Várkert Bazár) és vidéken szervezett előadásokat. 2019. február 15-től az előadások rendezésére szolgáló állandó játszóhelye a Milenáris Park E épülete. A Nemzeti Táncszínház a Millenáris Kht.-től, a Millenáris Park tulajdonosától bérli az épületet.

## Tevékenysége
Az évente közel 300 előadást tartó színház hazai előadásainak éves nézőszáma megközelíti a 100 000 főt. A Nemzeti Táncszínház anyagi támogatásaival segíti a hazai alkotókat, a látogatók számos bérlet közül választhatnak.
2024-ben itt forgatták a Megasztár című tehetségkutató műsor hetedik évadának középdöntőjét.

## Igazgatói
- Török Jolán (2001–2013)[4]
- Ertl Péter (2013–)

## Külső hivatkozások
- Az intézmény honlapja